# シルバーステート (2013年生の競走馬)
シルバーステート（欧字名:Silver State、2013年5月2日 - ）は、日本の競走馬・種牡馬。
馬名の意味は「銀の州」（ネバダ州の愛称。母名からの連想）。

## 戦績

### デビュー前
2013年5月2日、北海道安平町のノーザンファームで誕生。一口馬主法人G1レーシングから「シルヴァースカヤの13」として総額1億円（250万円×40口）で募集された。

### 2歳（2015年）
栗東トレーニングセンターの藤原英昭厩舎に入厩。デビュー前の調教で抜群の動きを見せ、福永祐一に「ダービーを狙える馬が出てきた」と絶賛された。7月11日の新馬戦（芝1600メートル）でデビュー。好位追走から抜け出しを図るも、ゴール寸前で後のヴィクトリアマイル(GI)勝ち馬アドマイヤリードに差し切られ2着となる。中1週で出走した未勝利戦では、終始持ったまま5馬身差で楽勝し、初勝利を収める。勝ち時計1分34秒7は同日に同条件で行われた中京2歳ステークス（勝ち馬シュウジ、1分36秒0）より1秒3も速かった。
未勝利戦後は一息入れ、10月17日の紫菊賞（500万下）で復帰。馬体重はプラス14キロで、陣営も太め残りを認めるほどであったが、単勝1.1倍の断然人気に推された。レースでは好位追走から直線軽く仕掛けられただけで先頭に立ち、2連勝を飾る。最後は手綱を抑える余裕を見せながら上がり3ハロンは32秒7を記録し、次元の違いを見せつけた。

### 3歳（2016年）
福永の落馬負傷のため、クリストフ・ルメールとのコンビで2月14日の共同通信杯(GIII)に向かうことが決まっていたが、1月21日に左前脚屈腱炎の発症が発表され、長期休養を余儀なくされた。

### 4歳（2017年）
紫菊賞以来1年7ヶ月ぶりの復帰戦となったオーストラリアトロフィー（1000万下）では、逃げて持ったまま上がり3ハロン33秒3を記録し3馬身差で楽勝する。続く垂水ステークス（1600万下）でも逃げて上がり33秒5で連勝を4に伸ばした。最後は流しながら勝ち時計はコースレコードタイの1分44秒5であった。
秋は毎日王冠(GII)からの始動に向けて調整されていたが、8月30日の追い切り後に右前脚に違和感が見られ、精密検査の結果、屈腱炎を発症していることが判明した。復帰には1年以上かかる見込みとされ、当初は復帰を目指す方針が発表されたものの、11月22日になって復帰を断念し、現役を引退することが発表された。

## 種牡馬時代
北海道新冠町の優駿スタリオンステーションで種牡馬入り。初年度種付け料は受胎条件80万円（フリーリターン特約付）に設定された。
初年度から191頭の繁殖牝馬を集め、2年目の2019年は受胎条件100万円（産駒誕生後150万円）に種付け料が引き上げられた。
2022年は種付け料600万円（フリーリターン特約付き）となっている。
産駒は2021年にデビューし、6月13日にメリトクラシーが福永を鞍上に新馬勝ちして産駒の初勝利を挙げ、11月6日にはウォーターナビレラがファンタジーステークスを勝利し、初年度産駒のデビュー年に重賞勝利を記録した。

### 主な産駒

#### グレート制重賞優勝馬
- 2019年産
  - ウォーターナビレラ（2021年ファンタジーステークス）
  - セイウンハーデス（2023年七夕賞、2025年エプソムカップ）[18]
  - リカンカブール（2024年中山金杯）
- 2020年産
  - エエヤン（2023年ニュージーランドトロフィー）[19]
- 2022年産
  - ランスオブカオス（2025年チャーチルダウンズカップ）

#### 地方重賞優勝馬
- 2023年産
  - ゴッドバロック（2025年サッポロクラシックカップ）

## 評価
優駿スタリオンステーションの関係者は｢勝利した4戦はすべてノーステッキで持ったままの楽勝。そのレースぶりに底知れぬ能力を感じました。無事ならば間違いなくG1タイトルのひとつでも獲っていたでしょう」と評している。産地からの期待も高く、重賞未勝利ながらリース形式のシンジケートは即日満口となった。同スタリオンステーションは種牡馬パンフレットにおいて本馬を「幻の最強馬」と称している。
全5戦でコンビを組んだ福永祐一は、過去に騎乗経験のある数多の名馬と比べてもシルバーステートの能力は「ダントツ」であったと極めて高く評価している。
福永のシルバーステートへの評価はコントレイルでクラシック三冠を制覇した後も変わらず、「とにかく規格外のエンジンを持っていた馬でした。排気量の大きさでいうと、今まで乗った馬のなかで間違いなく一番で、その評価はコントレイルと出会った今でも変わりません。」 とコメントしている。

## 競走成績
以下の内容は、netkeiba.comの情報に基づく。
| 競走日     | 競馬場 | 競走名          | 格       | 馬場・距離 （馬場状態） | 頭数 | 枠番 | 馬番 | オッズ （人気） | 着順 | タイム （上がり3F） | 着差 | 騎手     | 斤量 [kg] | 1着馬（2着馬）       | 馬体重 [kg] |
| ---------- | ------ | --------------- | -------- | ----------------------- | ---- | ---- | ---- | --------------- | ---- | ------------------- | ---- | -------- | --------- | -------------------- | ----------- |
| 2015.07.11 | 中京   | 2歳新馬         |          | 芝1600m（稍）           | 10   | 3    | 3    | 2.4（1人）      | 2着  | 1:39.9 (34.3)       | 0.0  | 福永祐一 | 54        | アドマイヤリード     | 470         |
| 0000.07.25 | 中京   | 2歳未勝利       |          | 芝1600m（稍）           | 16   | 6    | 11   | 1.5（1人）      | 1着  | 1:34.7 (35.2)       | -0.8 | 福永祐一 | 54        | （クライシス）       | 472         |
| 0000.10.17 | 京都   | 紫菊賞          | 500万下  | 芝2000m（良）           | 8    | 2    | 2    | 1.1（1人）      | 1着  | 2:01.2 (32.7)       | -0.2 | 福永祐一 | 55        | （ジョルジュサンク） | 486         |
| 2017.05.20 | 京都   | オーストラリアT | 1000万下 | 芝1800m（良）           | 9    | 3    | 3    | 2.2（1人）      | 1着  | 1:48.4 (33.3)       | -0.5 | 福永祐一 | 57        | （オウケンブラック） | 490         |
| 0000.06.24 | 阪神   | 垂水S           | 1600万下 | 芝1800m（良）           | 9    | 7    | 7    | 1.6（1人）      | 1着  | 1:44.5 (33.5)       | -0.2 | 福永祐一 | 57        | （エテルナミノル）   | 496         |

## 血統表
| シルバーステートの血統           | シルバーステートの血統                                 | シルバーステートの血統                                 | （血統表の出典）                                       | （血統表の出典） |
| 父系                             | サンデーサイレンス系（ヘイロー系）                     | サンデーサイレンス系（ヘイロー系）                     | サンデーサイレンス系（ヘイロー系）                     | [ § 2 ]          |
| 父 ディープインパクト 2002 鹿毛  | 父の父*サンデーサイレンス 1986 青鹿毛                  | Halo                                                   | Hail to Reason                                         | Hail to Reason   |
| 父 ディープインパクト 2002 鹿毛  | 父の父*サンデーサイレンス 1986 青鹿毛                  | Halo                                                   | Cosmah                                                 |                  |
| 父 ディープインパクト 2002 鹿毛  | 父の父*サンデーサイレンス 1986 青鹿毛                  | Wishing Well                                           | Understanding                                          | Understanding    |
| 父 ディープインパクト 2002 鹿毛  | 父の父*サンデーサイレンス 1986 青鹿毛                  | Wishing Well                                           | Mountain Flower                                        |                  |
| 父 ディープインパクト 2002 鹿毛  | 父の母*ウインドインハーヘア 1991 鹿毛                  | Alzao                                                  | Lyphard                                                | Lyphard          |
| 父 ディープインパクト 2002 鹿毛  | 父の母*ウインドインハーヘア 1991 鹿毛                  | Alzao                                                  | Lady Rebecca                                           |                  |
| 父 ディープインパクト 2002 鹿毛  | 父の母*ウインドインハーヘア 1991 鹿毛                  | Burghclere                                             | Busted                                                 | Busted           |
| 父 ディープインパクト 2002 鹿毛  | 父の母*ウインドインハーヘア 1991 鹿毛                  | Burghclere                                             | Highclere                                              |                  |
| 母 *シルヴァースカヤ 2001 黒鹿毛 | 母の父Silver Hawk 1979 鹿毛                            | Roberto                                                | Hail to Reason                                         | Hail to Reason   |
| 母 *シルヴァースカヤ 2001 黒鹿毛 | 母の父Silver Hawk 1979 鹿毛                            | Roberto                                                | Bramalea                                               |                  |
| 母 *シルヴァースカヤ 2001 黒鹿毛 | 母の父Silver Hawk 1979 鹿毛                            | Gris Vitesse                                           | Amerigo                                                | Amerigo          |
| 母 *シルヴァースカヤ 2001 黒鹿毛 | 母の父Silver Hawk 1979 鹿毛                            | Gris Vitesse                                           | Matchiche                                              |                  |
| 母 *シルヴァースカヤ 2001 黒鹿毛 | 母の母Boubskaia 1987 黒鹿毛                            | Niniski                                                | Nijinsky                                               | Nijinsky         |
| 母 *シルヴァースカヤ 2001 黒鹿毛 | 母の母Boubskaia 1987 黒鹿毛                            | Niniski                                                | Virginia Hills                                         |                  |
| 母 *シルヴァースカヤ 2001 黒鹿毛 | 母の母Boubskaia 1987 黒鹿毛                            | Frenetique                                             | Tyrant                                                 | Tyrant           |
| 母 *シルヴァースカヤ 2001 黒鹿毛 | 母の母Boubskaia 1987 黒鹿毛                            | Frenetique                                             | Femina                                                 |                  |
| 母系(F-No.)                      | 16号族(FN:16-g)                                        | 16号族(FN:16-g)                                        | 16号族(FN:16-g)                                        | [ § 3 ]          |
| 5代内の近親交配                  | Hail to Reason 4×4=12.50%、Northern Dancer 5×5＝6.25％ | Hail to Reason 4×4=12.50%、Northern Dancer 5×5＝6.25％ | Hail to Reason 4×4=12.50%、Northern Dancer 5×5＝6.25％ | [ § 4 ]          |
| 出典                             | 1. 2. 3. 4.                                            | 1. 2. 3. 4.                                            | 1. 2. 3. 4.                                            | 1. 2. 3. 4.      |

- 全弟ヘンリーバローズもクラシックの有力候補と目されながら、脚部不安のため僅か2戦でターフを去り、種牡馬入りしている[26][27]。
- 母シルヴァースカヤは現役時代にフランスで走り、G3を2勝。2004年の凱旋門賞にも出走している[13]。
- 母が日本に輸入される前にドイツで産んだガリレオ産駒の半兄セヴィルは、2013年の豪G1ザメトロポリタンの勝ち馬[28]。
- 近親に2006年の京都記念を勝ったシックスセンス、2021年のスプリングステークスを勝ったヴィクティファルスがいる[13]。